# فيلا فيطر
فيلا فيطر هي فيلا قديمة، تقع في شارع الشهيد صلاح مصطفى بمنطقة محطة الرمل بوسط مدينة الإسكندرية في مصر، أنشئ على يد أحد أبناء الجالية اليونانية في مصر سنة 1908، ثم بيع لاحقًا إلى أحد التجار المصريين ويُدعي محمد فيطر وذلك سنة 1965، والذي قام بدروه بإعادة تصميم واجهة المبنى، مستلهمًا جزئيًا العمارة الإيطالية ومتجر هارودز الشهير في لندن، ويتميز المبنى بزخارف تحمل الأحرف الأولى من اسم محمد فيطر، وحاليًا الفيلا عبارة عن متجر للتحف الفنية.